# Focke-Wulf Fw 159
Focke-Wulf Fw 159 là một loại máy bay tiêm kích thử nghiệm của Đức quốc xã trong thập niên 1930.

## Tính năng kỹ chiến thuật (V2)
Dữ liệu lấy từ Hitler's Luftwaffe 
Đặc điểm tổng quát
- Kíp lái: 1
- Chiều dài: 9,77 m (32 ft 9½ in)
- Sải cánh: 12,40 m (40 ft 8 in)
- Chiều cao: 3,75 m (12 ft 3½ in)
- Trọng lượng rỗng: 1.875 kg (4.134 lb)
- Trọng lượng có tải: 2.250 kg (4.960 lb)
- Động cơ: 1 × Junkers Jumo 210Da, 507 kW (680 hp)

 Hiệu suất bay 
- Vận tốc cực đại: 385 km/h (208 kn, 239 mph)
- Tầm bay: 650 km (351 nmi, 404 mi)